# Klaus Schrodt
Klaus Schrodt (Dieburg, 14 de setembro de 1946) é um aviador alemão que compete na Red Bull Air Race World Series. Antes de ir para a Air Race, Schrodt era piloto comercial.
Schrodt tem mais de 22000 horas de voo em mais de 100 aeronaves diferentes.